# Electrònica orgànica

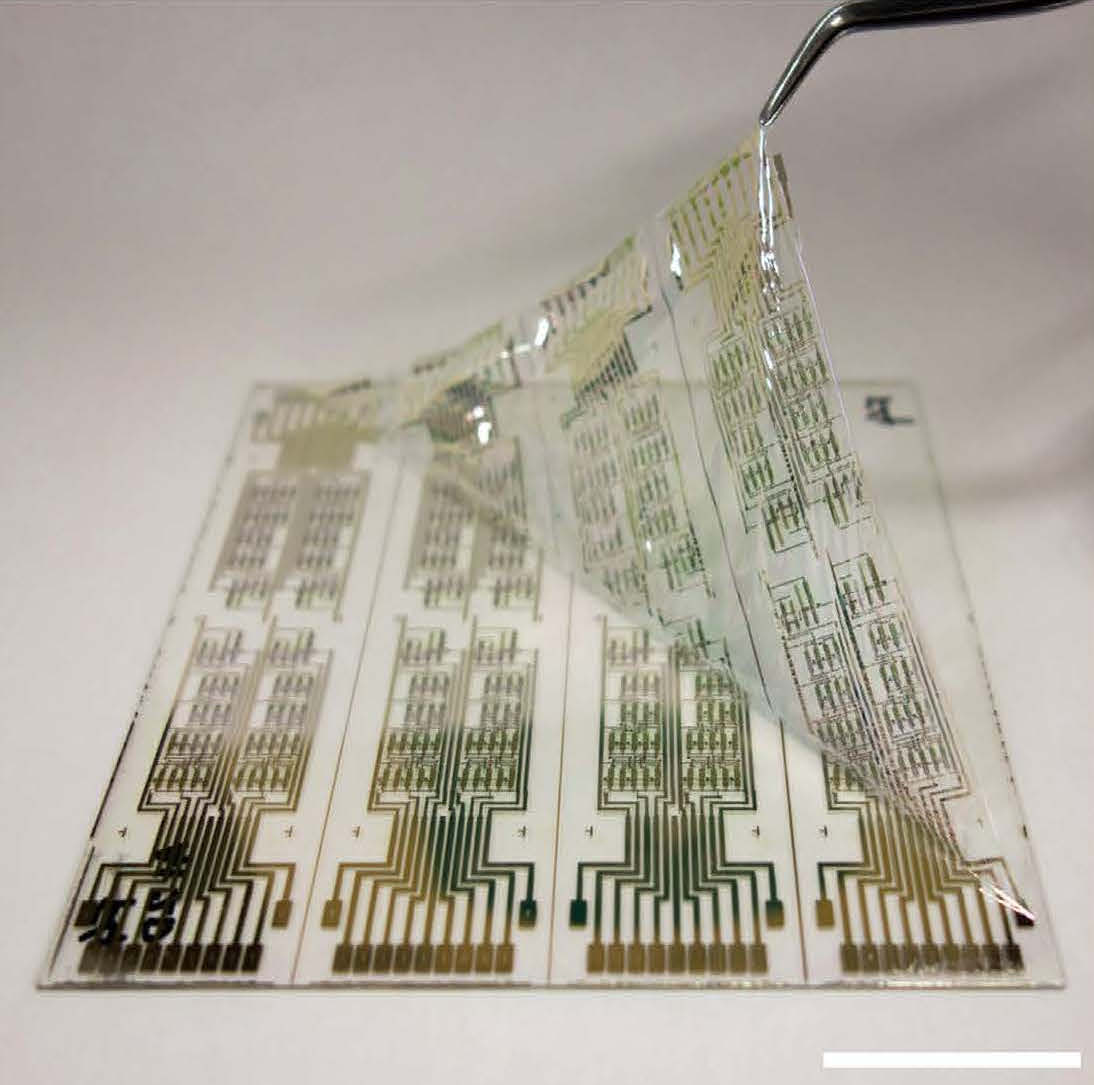
Circuit lògic CMOS orgànic. El gruix total és inferior a 3 μm. Barra d'escala: 25 mm.

L'electrònica orgànica és un camp de la ciència dels materials relacionat amb el disseny, la síntesi, la caracterització i l'aplicació de molècules orgàniques o polímers que mostren propietats electròniques desitjables com la conductivitat. A diferència dels conductors i semiconductors inorgànics convencionals, els materials electrònics orgànics es construeixen a partir de molècules o polímers orgànics (basats en carboni) mitjançant estratègies sintètiques desenvolupades en el context de la química orgànica i la química dels polímers.
Un dels avantatges promesos de l'electrònica orgànica és el seu baix cost potencial en comparació amb l'electrònica tradicional. Les propietats atractives dels conductors polimèrics inclouen la seva conductivitat elèctrica (que pot variar segons les concentracions de dopants) i una flexibilitat mecànica relativament alta. Els reptes per a la implementació de materials electrònics orgànics són la seva inferior estabilitat tèrmica, l'alt cost i diversos problemes de fabricació.

## Història

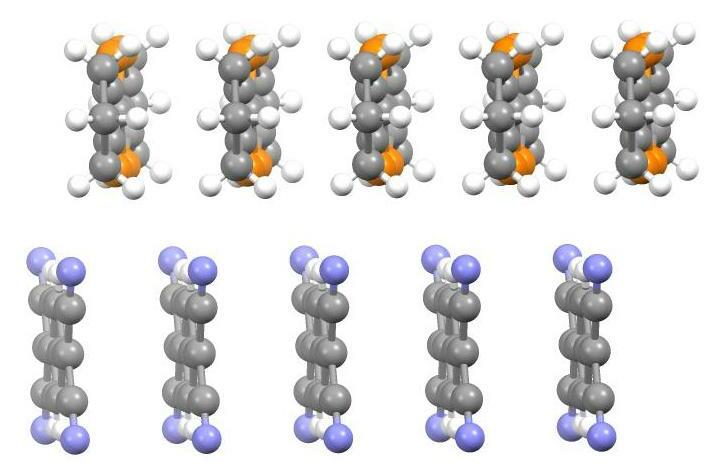
Vista frontal de la part de l'estructura cristal·lina de la sal de transferència de càrrega d'hexametilè TTF-TCNQ, destacant l'apilament segregat. Aquests semiconductors moleculars presenten conductivitat elèctrica anisòtropa.

Els materials conductors tradicionals són inorgànics, especialment metalls com el coure i l'alumini, així com molts aliatges.
El 1862 Henry Letheby va descriure la polianilina, que posteriorment es va demostrar que era elèctricament conductora. El treball en altres materials orgànics polimèrics va començar seriosament als anys 60. Per exemple, el 1963, es va demostrar que un derivat del tetraiodopirrol presentava una conductivitat d'1 S/cm (S=Siemens). El 1977, es va descobrir que l'oxidació millorava la conductivitat del poliacetilè. El Premi Nobel de Química de l'any 2000 va ser atorgat a Alan J. Heeger, Alan G. MacDiarmid i Hideki Shirakawa conjuntament pel seu treball sobre el poliacetilè i els polímers conductors relacionats. S'han identificat moltes famílies de polímers conductors elèctrics, incloent el politiofè, el sulfur de polifenilè i altres.
JE Lilienfeld va proposar per primera vegada el transistor d'efecte de camp el 1930, però el primer OFET no es va informar fins al 1987, quan Koezuka et al. va construir-ne una utilitzant politiofè que mostra una conductivitat extremadament alta.
El 1987, Ching W. Tang i Steven Van Slyke van produir el primer díode orgànic a Eastman Kodak.

## Materials orgànics conductors
Els materials conductors orgànics es poden agrupar en dues classes principals: polímers i sòlids moleculars conductors i sals. Els compostos aromàtics policíclics com el pentacè i el rubrè sovint formen materials semiconductors quan s'oxiden parcialment.

## Díode emissor de llum orgànic
Un OLED (díode emissor de llum orgànic) consisteix en una pel·lícula fina de material orgànic que emet llum sota l'estimulació d'un corrent elèctric. Un OLED típic consisteix en un ànode, un càtode, material orgànic OLED i una capa conductora.
Els materials orgànics OLED es poden dividir en dues grans famílies: basats en molècules petites i basats en polímers. Els OLED de molècules petites (SM-OLED) inclouen colorants fluorescents i fosforescents de tris(8-hidroxiquinolinat)alumini i dendrímers conjugats. Els colorants fluorescents es poden seleccionar segons el rang desitjat de longituds d'ona d'emissió; Sovint s'utilitzen compostos com el perilè i el rubrè. Els dispositius basats en molècules petites es fabriquen normalment per evaporació tèrmica al buit. Tot i que aquest mètode permet la formació d'una pel·lícula homogènia ben controlada; es veu obstaculitzada per un cost elevat i una escalabilitat limitada. Els díodes emissors de llum de polímer (PLED) són generalment més eficients que els SM-OLED. Els polímers comuns utilitzats en els PLED inclouen derivats de poli(p-fenilè vinilè) i polifluorè. El color emès per l'estructura del polímer. En comparació amb l'evaporació tèrmica, els mètodes basats en solucions són més adequats per crear pel·lícules de grans dimensions.

## Transistor d'efecte de camp orgànic
Un transistor d'efecte de camp orgànic és un transistor d'efecte de camp que utilitza molècules orgàniques o polímers com a capa semiconductora activa. Un transistor d'efecte de camp (FET) és qualsevol material semiconductor que utilitza camp elèctric per controlar la forma d'un canal d'un tipus de portador de càrrega, canviant així la seva conductivitat. Dues classes principals de FET són els semiconductors de tipus n i de tipus p, classificats segons el tipus de càrrega transportada. En el cas dels FET orgànics (OFET), els compostos OFET de tipus p són generalment més estables que els de tipus n a causa de la susceptibilitat d'aquest últim al dany oxidatiu.

## Altres aplicacions
Els circuits d'electrònica orgànica s'utilitzen sovint com a connectors en diverses aplicacions on la flexibilitat, l'estalvi d'espai o les limitacions de producció limiten la funcionalitat de les plaques de circuit rígides o el cablejat manual.
La majoria dels circuits d'electrònica orgànica flexible són estructures de cablejat passiu que s'utilitzen per interconnectar components electrònics com ara circuits integrats, resistències, condensadors i similars; tanmateix, alguns només s'utilitzen per fer interconnexions entre altres conjunts electrònics ja sigui directament o mitjançant connectors. Els dispositius electrònics de consum fan ús de circuits flexibles en càmeres, dispositius d'entreteniment personal, calculadores o monitors d'exercici. Els circuits flexibles es troben en dispositius industrials i mèdics on calen moltes interconnexions en un paquet compacte. Els telèfons mòbils són un altre exemple estès de circuits flexibles.
L'empresa noruega ThinFilm va demostrar la memòria orgànica impresa roll-to-roll el 2009.
Una altra empresa, Rotimpres amb seu a Aiguaviva (Girona), ha introduït amb èxit aplicacions en diferents mercats com per exemple; escalfadors per a mobles intel·ligents o per evitar la boira i interruptor capacitiu per a teclats en electrodomèstics i màquines industrials.